# 피우레
피우레는 스페인어로 삐우레(piure)로 불리는 피우라 칠렌시스(Pyura chilensis)는 1782년에 기재된 피낭동물 멍게의 일종이다. 한국의 끈멍게(돌멍게)와 유사하며, 식용이 가능하다.